# Žan Videnov
Žan Vasilev Videnov (in bulgaro Жан Василев Виденов?; Plovdiv, 22 marzo 1959) è un politico bulgaro ed è stato primo ministro della Repubblica di Bulgaria e presidente del Partito Socialista Bulgaro dal 1991 al 1996.

## Biografia
Videnov si è diplomato alla Scuola Inglese di Plovdiv. In seguito si è laureato in Relazioni Economiche Internazionali a Mosca.

### Primo ministro
Videnov è stato primo ministro della Bulgaria dal 25 gennaio 1995 al 13 febbraio 1997, un periodo ricordato per la più grave crisi economica e finanziaria che abbia colpito la Bulgaria nella sua storia recente. Nonostante le promesse di cambiamento, la corruzione che aveva caratterizzato l'intero periodo post-comunista continuò durante il mandato di Videnov, insieme a schemi di privatizzazione poco chiari, i mancati finanziamenti ai servizi sociali, la reazione governativa nulla verso il crimine organizzato, il presunto sostegno governativo di gruppi d'affari (come il cosiddetto "Circolo Orione") e l'emigrazione dei giovani bulgari. Ciononostante il PSB godeva di un ampio sostegno popolare e fu in grado di vincere le elezioni locali nel 1995. Un'iniziativa significativa fu il lancio di una campagna di privatizzazione di massa, in cui i cittadini della classe media potevano acquistare parti delle fabbriche e delle aziende che si stavano denazionalizzando.

### Crisi
Durante il secondo anno del mandato di Videnov, la Bulgaria dovette sostenere una grave crisi economica ed una decadenza della qualità della vita. Un elemento scatenante fu la crisi del grano. A metà del 1996 i primi rapporti riferivano che le riserve di grano del paese erano quasi completamente prosciugate a causa delle esportazioni eccessive ed il pane cominciò a scarseggiare per un po' di tempo nell'inverno 1996-1997. Allo stesso tempo il rinvio del pagamento degli interessi sul debito estero della Bulgaria, che era stato negoziato dal governo di Filip Dimitrov nel 1992, scadde e non ne furono concessi di ulteriori nonostante la continua incapacità bulgara di pagare. Il governo inoltre non riuscì neppure a negoziare un prestito per alleviare la situazione. Ebbe così inizio la destabilizzazione del sistema finanziario del paese. In breve più della metà delle banche commerciali bulgare fece bancarotta, con centinaia di migliaia di persone che persero i propri risparmi, mentre i cosiddetti "milionari in credito" ne guadagnarono enormemente dato che i loro immensi debiti con le banche vennero ridotti a zero.
Allo stesso tempo l'inflazione crebbe esponenzialmente con il valore del lev bulgaro che schizzò da 70 leva : 1 dollaro all'inizio del 1996 a 3.000 leva : 1 dollaro all'inizio del 1997, provocando un declino vertiginoso nella capacità d'acquisto. Secondo l'Istituto per le Economie di Mercato bulgaro e secondo l'opinione generale nella politica bulgara, l'iperinflazione fu causata dall'inetta politica finanziaria del governo. Videnov stesso incolpò le azioni incompetenti della Banca Nazionale Bulgara, e gli abusi commessi durante la precedente coalizione di governo guidata da Ljuben Berov. Nonostante il rifiuto iniziale il governo fu costretto dalla crisi ad accettare l'aggancio valutario proposto dal Fondo monetario internazionale, una decisione poi ufficialmente implementata dal governo successivo nel luglio 1997.

### Perdita del potere
Il PSB perse le elezioni presidenziali del 1996 con un margine di almeno il 20%. Dopo i risultati molti membri del gabinetto di governo si dimisero e si unirono all'opposizione interna del PSB contro i leader del partito. Videnov presentò le dimissioni sia dalla carica di primo ministro sia da presidente del PSB il 21 dicembre 1996 ma rimase in carica fino alla nomina del suo successore. Il PSB, che aveva ancora la maggioranza parlamentare, tentò di formare un nuovo governo. Ad ogni modo l'opposizione guidata dall'UFD rispose organizzando proteste di strada nelle maggiori città, chiedendo che il parlamento fosse sciolto e che si tenessero immediatamente nuove elezioni vista la responsabilità del PSB nella crisi. Le proteste culminarono in uno sciopero generale e con l'assedio dell'Assemblea Nazionale, il cui edificio fu preso d'assalto e dato alle fiamme dai protestanti. Piegandosi alla volontà del popolo, i leader del PSB si accordarono per svolgere nuove elezioni ed il 13 febbraio 1997 si formò un governo ad interim guidato da Stefan Sofijanski (UFD). Videnov rimase per un breve periodo come figura di spicco del PSB all'opposizione ma in seguito lasciò la vita politica.

### Dopo il governo
Nonostante la diffusa corruzione e le truffe del suo periodo, Videnov è generalmente ritenuto una persona onesta, la cui ingenuità è stata sfruttata dai suoi colleghi. Questo giudizio è sostenuto dal fatto, inusuale per la Bulgaria, che apparentemente Videnov non ha goduto di alcun profitto personale dalla sua posizione ed ha lasciato la politica allo stesso livello economico di quando vi era entrato. Nel 2007 è stato scoperto che aveva collaborato con i servizi segreti comunisti bulgari dal 1988 al 1990 come custode di luoghi di incontro segreti per gli agenti.

## Vita privata
Videnov è sposato ed ha un figlio. Parla inglese, francese, russo ed arabo. Al giorno d'oggi insegna integrazione europea al College Privato Europeo di Economia e Gestione a Plovdiv.